# Carbure de tungstène
Le carbure de tungstène est un composé chimique de formule WC. Il s'agit d'une céramique réfractaire ultradure, avec un module de Young d'environ 530  à   700 GPa. Sa masse volumique est également double de celle de l'acier, intermédiaire entre celles du plomb et de l'or. Sa dureté est comparable à celle du corindon α-Al2O3, et il ne peut être poli qu'avec les abrasifs les plus durs, comme le nitrure de bore cubique et le diamant.
Il est généralement commercialisé sous forme d'une poudre grise très inflammable à partir de laquelle sont réalisées par frittage des pièces en carbure de tungstène massif.

## Propriétés physiques et structure cristalline
Le carbure de tungstène a un point de fusion d'environ 2 870 °C et un point d'ébullition d'environ 6 000 °C à pression atmosphérique. Sa conductivité thermique vaut 110 W·m-1·K-1 et son coefficient de dilatation thermique est de 5,5 μm·m-1·K-1.
C'est un matériau très dur, avec une dureté Vickers d'environ 2 600, et de 9 sur l'échelle de Mohs. Il présente un module de Young d'environ 530  à   700 GPa,,,, un module d'incompressibilité de 630  à   655 GPa, un module de cisaillement de 274 GPa, une résistance à la traction de 344 MPa, une résistance à la compression de 2,7 GPa et un coefficient de Poisson 0,31.
La faible résistivité électrique du carbure de tungstène, d'environ 0,2 µΩ·m, est comparable à celle de certains métaux comme le vanadium,.
Il existe deux polymorphes de carbure de tungstène. La forme hexagonale, dite alpha (α-WC), est stable à température ambiante et appartient au groupe d'espace P6m2 (no 187, symbole de Pearson hP2),. Les atomes de tungstène s'empilent l'un au-dessus de l'autre en formant des couches hexagonales entre lesquelles les atomes de carbone remplissent la moitié des interstices, ce qui confère à l'ensemble une structure trigonale prismatique régulière dans laquelle les atomes métalliques présentent une coordinence de 6. Il est possible de déduire la longueur des liaisons dans le cristal à partir de la maille cristalline, ce qui donne 291 pm entre atomes de tungstène dans les couches hexagonales, 284 pm au minimum entre atomes de tungstène de couches adjacentes, et 220 pm pour la liaison tungstène–carbone. Cette dernière est semblable à celle de 218 pm observée dans l'hexaméthyltungstène W(CH3)6, qui présente une géométrie prismatique trigonale fortement distordue.
Il existe également une forme cubique, dite bêta (β-WC), stable à température élevée, ayant une structure cristalline de type halite.
La molécule WC existe à l'état gazeux et présente une longueur de liaison mesurée à 171 pm pour le 184W12C.

## Propriétés chimiques
Il existe deux composés de tungstène et de carbone bien caractérisés : le carbure de tungstène WC et le semicarbure de tungstène W2C. Ces deux composés peuvent être présents comme revêtements, et leur proportion peut dépendre de la méthode de dépôt.
Le carbure de tungstène se décompose en tungstène et carbone à température élevée, et ceci peut se produire lors de la pulvérisation à haute température, par exemple par les méthodes HVOF et HEP.
Le carbure de tungstène commence à s'oxyder à partir de 500 à 600 °C. Il résiste aux acides et n'est attaqué que par des mélanges d'acide fluorhydrique HF et d'acide nitrique HNO3 à chaud. Il réagit avec le fluor F2 à température ambiante et avec le chlore Cl2 au-dessus de 400 °C. Il demeure chimiquement inerte vis-à-vis de l'hydrogène H2 sec jusqu'à son point de fusion. Les poudres de carbure de tungstène finement divisé s'oxydent rapidement dans les solutions de peroxyde d'hydrogène H2O2. À températures et pressions élevées, il réagit avec le carbonate de calcium CaCO3 pour former du tungstate de sodium Na2WO4, procédé utilisé pour le recyclage des déchets en carbure cémenté.

## Production
On peut obtenir du carbure de tungstène en poudre en faisant réagir un mélange de poudres de tungstène et de noir de carbone ou de graphite à une température de 1 400 à 2 000 °C sous vide ou dans une atmosphère d'hydrogène :
W + C ⟶ WC.
Pour obtenir des blocs de WC, on chauffe un mélange tungstène-carbone dans un tube en carbone ou un four haute fréquence à environ 2 800 °C. 
La production commence généralement à partir de minerai de tungstène, de déchets en tungstène, de scheelite, d'acide tungstique H2WO4 ou de paratungstate d'ammonium (NH4)10(H2W12O42)·4H2O. Il existe plusieurs méthodes pour la production de poudres de carbure de tungstène. Par exemple, la poudre d'acide tungstique est réduite en tungstène à 750 °C par l'hydrogène. Les particules métalliques sont cémentées à 1 400 °C. Cette méthode est utilisée pour les poudres fines avec une taille de particule moyenne de 1 μm :
H2WO4 + 3 H2 ⟶ W + 4 H2O ;
W + C ⟶ WC.
Les oxydes de tungstène (1), l'acide tungstique (2), le paratungstate d'ammonium (3) et la scheelite (4) peuvent également être combinés au carbone directement :
(1)   WO3 + 4 C ⟶ WC + 3 CO ;
(2)   H2WO4 + 4 C ⟶ WC + 3 CO + H2O ;
(3)   (NH4)10W12O41⋅5H2O + 48 C ⟶ 12 WC + 10 NH3 + 10 H2O + 36 CO ;
(4)   CaWO4 + 4 C ⟶ WC + CaO + 3 CO.
Le tungstène et l'oxyde de tungstène(IV) WO2 peuvent également être combinés au carbone avec des gaz tels que le monoxyde de carbone CO et le méthane CH4 :
WO2 + CH4 ⟶ WC + 2 H2O.
Du carbure de tungstène très fin peut être formé par réaction de tungstène ou de résidus de tungstène avec du chlore Cl2, puis par réduction avec de l'hydrogène H2, et enfin par traitement avec le carbone :
W + 3 Cl2 ⟶ WCl6 ;
WCl6 + 3 H2 ⟶ W + 6 HCl ;
W + C ⟶ WC.

## Applications

### Outils de coupe pour usinage et perçage

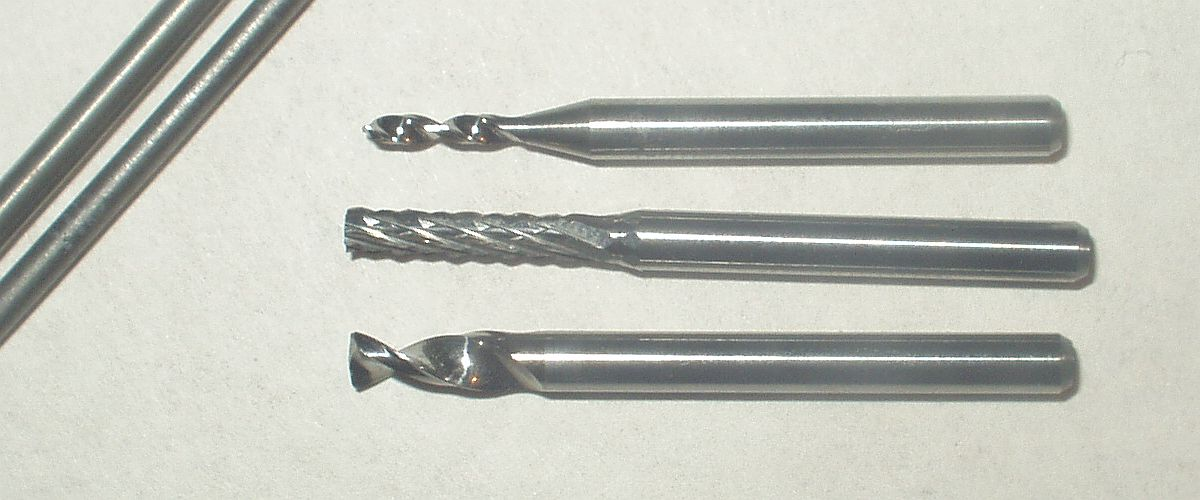
Fraises en carbure de tungstène.

Les outils de coupe frittés en carbure de tungstène-cobalt sont très résistants à l'abrasion et peuvent également supporter des températures supérieures à celles des outils en acier rapide standard. Ils sont souvent utilisés dans l'usinage de matériaux résistants comme l'acier au carbone et l'acier inoxydable ainsi que dans les usages où des outils en acier s'useraient rapidement. Dans la mesure où les outils en carbure de tungstène conservent un meilleur tranchant que ceux en acier, ils produisent généralement des pièces avec une meilleure finition tandis que leur résistance à des températures élevées permet un usinage plus rapide. Ce matériau est généralement appelé carbure cémenté ou carbure de tungstène-cobalt. Il s'agit d'un composite à matrice métallique de type cermet dans lequel la matrice est en cobalt et le renfort est en carbure de tungstène,. On retrouve ce matériau dans divers outils comme les scies, les forets, les fraises et plus généralement les outils de tour.

### Munitions anti-char
Le carbure de tungstène est utilisé dans certaines munitions anti-char, notamment comme alternative à l'usage de l'uranium appauvri, mais on peut également utiliser d'autres alliages de tungstène pour ce faire. Le carbure de tungstène et le semicarbure W2C sont des perforateurs efficaces employés notamment par les Allemands au cours de la Seconde Guerre mondiale en raison de leur grande dureté et de leur masse volumique très élevée,. Dans les munitions actuelles, le carbure de tungstène peut être employé sous forme monolithique frittée, mais est plus souvent mis en œuvre sous forme de carbure cémenté (cermet carbure de tungstène-cobalt).

### Forages miniers

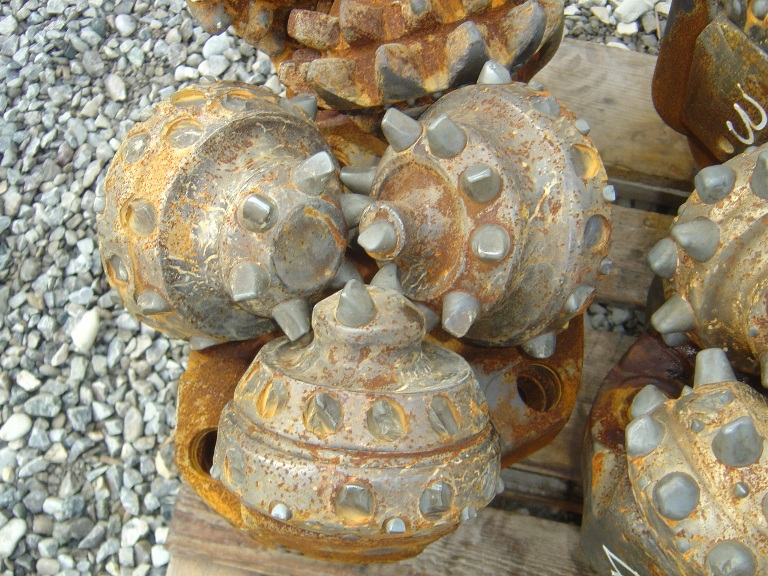
Trépans à inserts en carbure cémenté usés.

Le carbure de tungstène est largement utilisé dans les forages miniers à travers des équipements comme les marteaux fond-de-trou, divers types de trépans utilisés dans l'industrie pétrolière, les tunneliers et les outils employés dans les exploitations de charbon en longue taille. Le carbure est généralement monté sous forme d'inserts sur une pièce en acier qui constitue la masse de l'outil : au fur et à mesure que les inserts s'usent, ils exposent davantage d'acier, qui est à son tour usé, en exposant d'autres inserts en carbure, qui prennent le relai dans le forage.
Des forets en carbure de tungstène furent également utilisés sur la Lune, par exemple par la mission Apollo 17.

### Réflecteur de neutrons
Le carbure de tungstène est également un réflecteur de neutrons efficace et a de ce fait été employés dans les premières mises en œuvre de réactions en chaîne, notamment dans les premières armes nucléaires. Un disque en carbure de tungstène avait ainsi été mis en œuvre comme réflecteur de neutrons dans la bombe nucléaire Little Boy utilisée pour le bombardement d'Hiroshima.
Un accident de criticité est survenu au laboratoire national de Los Alamos le 21 août 1945 lors d'une erreur de manipulation de briques en carbure de tungstène utilisées comme réflecteurs de neutrons autour d'une sphère en plutonium de qualité militaire, ce qui causa 25 jours plus tard la mort d'Harry Daghlian Jr., alors chercheur du projet Manhattan, à la suite d'un syndrome d'irradiation aiguë,.

### Joaillerie
Le carbure de tungstène, généralement sous la forme de carbure cémenté, est parfois choisi comme matériau pour bagues et alliances en raison de sa grande dureté et de sa résistance particulière aux rayures. Il est environ dix fois plus dur que l'or 18 carats et des outils spéciaux sont nécessaires pour retirer des bagues en carbure de tungstène en cas d'urgence, par exemple à la suite d'une blessure à la main accompagnée d'un gonflement.

### Crampons et clous pour l'adhérence

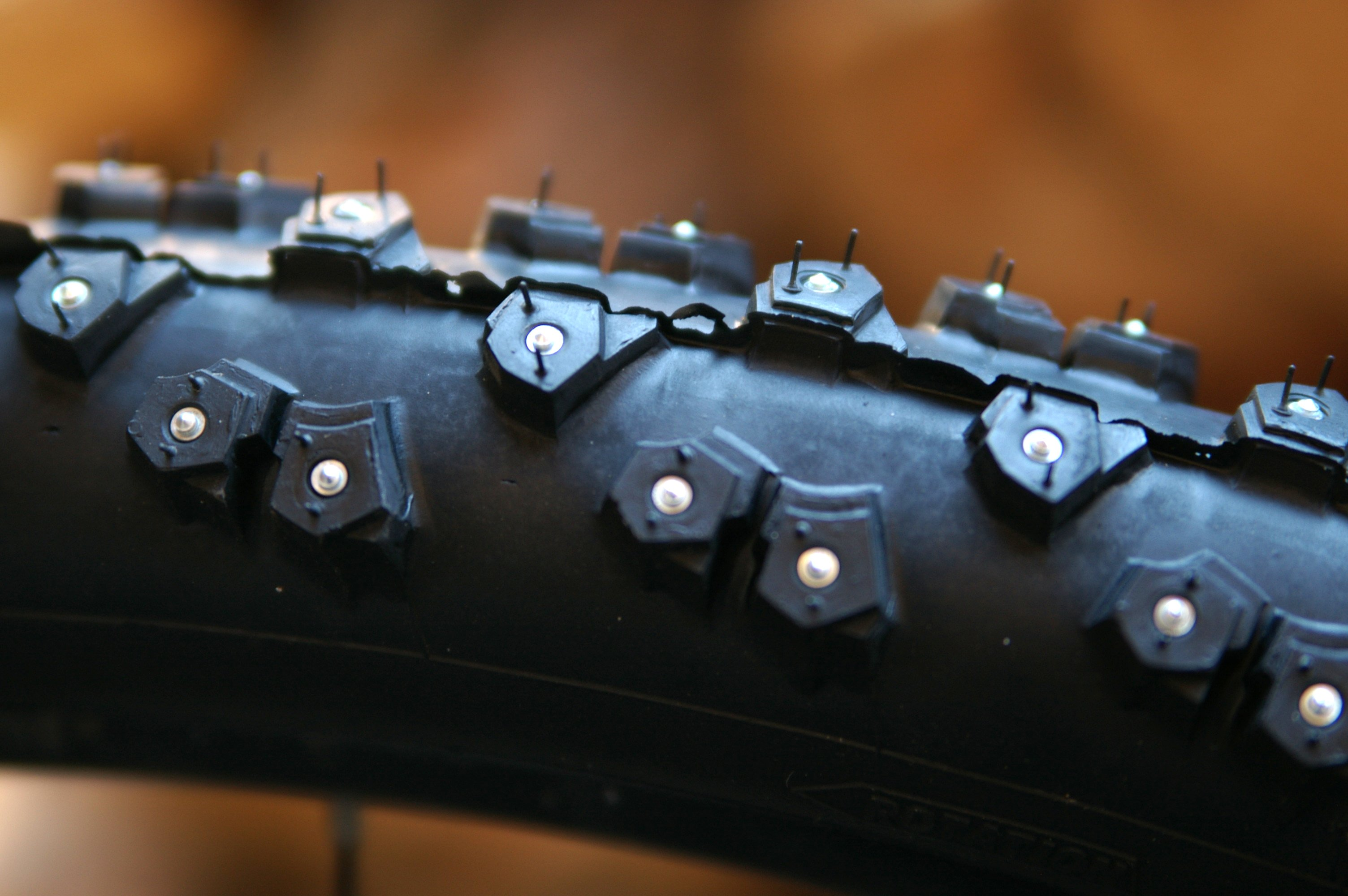
Détail d'un pneu de bicyclette Nokian muni de pointes en carbure de tungstène.

Les bâtons de randonnée, utilisés par de nombreux randonneurs pour maintenir leur équilibre et réduire la pression exercée sur les articulations des jambes, utilisent généralement des pointes en carbure cémenté afin de gagner en traction lorsqu'elles sont placées sur des surfaces dures, comme des rochers ; les pointes en carbure durent bien plus longtemps que les autres types de pointes.
Des pointes en carbure affûtées peuvent être insérées dans les chenilles motrices des motoneiges. Ces crampons améliorent la traction sur les surfaces glacées. Des segments plus longs en forme de v s'insèrent dans des tiges rainurées appelées tiges d'usure sous chaque ski des motoneiges. Les arêtes en carbure relativement tranchantes améliorent la direction sur les surfaces glacées plus dures. Les pointes et les segments en carbure réduisent l'usure produite lorsque la motoneige doit traverser des routes et d'autres surfaces abrasives.
Les crampons en carbure de tungstène sur les pneus neige de voiture, de moto et de vélo, destinés à assurer l'adhérence sur la glace, offrent une meilleure résistance à l'usure que les pointes en acier. De la même manière, le carbure de tungstène peut être utilisé dans le ferrage des chevaux pour améliorer l'adhérence des fers sur les surfaces glissantes comme les routes ou la glace.

### Divers
Des recherches ont porté sur l'utilisation du carbure de tungstène comme catalyseur, mettant en lumière des analogies avec le platine dans la catalyse de la production d'eau à partir d'hydrogène et d'oxygène à température ambiante, la réduction du trioxyde de tungstène WO3 par l'hydrogène en présence d'eau, l'isomérisation du 2,2-diméthylpropane (néopentane C(CH3)4) en 2-méthylbutane (isobutane CH3CH2CH(CH3)2).
Le carbure de tungstène a été proposé comme substitut à l'iridium comme catalyseur de la décomposition de l'hydrazine N2H2 dans les micropropulseurs des satellites de télécommunication.
En BTP, ce matériau est notamment utilisé dans la réfection de route avec les raboteuses de chaussées : la raboteuse à pics est équipée de rotors à haute résistance plantés de pointes en carbure de tungstène qui tournent à grande vitesse, les pointes très dures attaquant la chaussée.
Il est présent en insert à l'extrémité des pointes à tracer de qualité utilisées par les chaudronniers pour tracer sur la tôle ainsi que par les carreleurs pour marquer la coupe des carreaux de faïence.
Il constitue la bille des stylos bic.

## Inconvénients
Par sa très grande stabilité (mise en évidence par sa densité et sa résistance mécanique), le carbure de tungstène est très difficile à recycler. Il est néanmoins possible de le faire grâce au « procédé au zinc » qui permet de séparer les constituants et donc de retrouver de la poudre de tungstène et de la poudre de carbone. Ce procédé nécessite une importante quantité d'énergie et est donc très coûteux.
L'autre problème du carbure de tungstène est sa toxicité, les outils en carbure de tungstène contenant souvent du cobalt (qui joue le rôle de liant, à hauteur de quelques pourcents). Celui-ci, nocif pour le corps humain, peut être présent dans des microparticules de carbure inhalées et rester pendant un temps très long dans le système respiratoire, impliquant une toxicité à long terme et des risques de cancer. Des études montrent qu'il serait même plus dangereux que le cobalt pris à part[réf. nécessaire].